# Otto Lätsch
Otto Arthur Lätsch (* 26. November 1905 in Lichtenberg in Niederschlesien; † 24. Januar 1948 in Krakau) war ein deutscher Kriegsverbrecher und Angehöriger der Lager-SS im KZ Auschwitz, der im Krakauer Auschwitzprozess zum Tode verurteilt und hingerichtet wurde.

## Leben
Lätsch war von Beruf Kraftfahrer. Zum 1. Dezember 1931 trat er der NSDAP bei (Mitgliedsnummer 848.856). Mit Beginn des Zweiten Weltkrieges im September 1939 wurde er zur Wehrmacht eingezogen. Im Juli 1940 wechselte er zur Waffen-SS, wo er den Rang eines Unterscharführers erreichte.
Der genaue Zeitpunkt, ab wann er in das KZ Auschwitz versetzt wurde, ist unbekannt. Zunächst war er Blockführer im KZ Auschwitz-Monowitz. Im Stammlager war er 1943 als Blockführer im Block 11 eingesetzt und dort mit verantwortlich für die Erschießungen an der Schwarzen Wand. Von Juni bis Oktober 1944 war Lätsch Lagerführer des Außenlagers Gleiwitz IV, das zum Lagerkomplex Auschwitz gehörte. Im Oktober 1944 musste er aufgrund einer Degradierung seinen Posten als Lagerleiter räumen, verblieb aber im Außenlager Gleiwitz IV als Rapportführer. Lätsch war dort für Misshandlungen und Morde an Häftlingen sowie Selektionen verantwortlich.
Nach Kriegsende wurde Lätsch im Krakauer Auschwitzprozess angeklagt aufgrund von Morden  und Selektionen „arbeitsunfähiger“ Häftlinge zur Vergasung. Am 22. Dezember 1947 wurde er durch das Oberste Volkstribunal in Krakau zum Tod verurteilt. In der Urteilsbegründung wurde auch ausgeführt, dass Lätsch im Zuge der kriegsbedingten Räumung des Außenlagers im Januar 1945 eine Krankenbaracke in Brand setzen ließ, in welcher sich noch kranke Häftlinge befanden. Nur ein Häftling überlebte. Am 24. Januar 1948 wurde Lätsch im Gefängnis Montelupich  durch Erhängen hingerichtet.